# Маленький крот, который хотел знать, кто наделал ему на голову
«Маленький крот, который хотел знать, кто наделал ему на голову» (нем. Vom kleinen Maulwurf, der wissen wollte, wer ihm auf den Kopf gemacht hat) — рассказ Вернера Хольцварта и Вольфа Эрльбруха. Впервые напечатан на немецком языке в 1989 году. Впоследствии переведён на другие языки (англ. The Story of the Little Mole Who Knew It Was None of His Business, 2001; чеш. O krtkovi, který chtěl vědět kdo se mu vykakal na hlavu; исп. El topo que quería saber quién se había hecho aquello en su cabeza; укр. Про малого крота, який хотів дізнатися, хто наклав йому на голову и др.). Рассказ открывает новый жанр художественной литературы для детей, «легализовав» тему естественных функций человеческого тела. Хотя путь этой сказки к изданию был совсем не прост, появившись в книжных магазинах, она оказалась весьма успешной. Книга была переведена на 27 языков, а её тираж составил 3 миллиона.

## Сюжет
Книга начинается с того, что когда маленький крот выглянул из своей норы, чтобы встретить рассвет, кто-то накакал ему на голову. В попытках найти виновника он ходит с какашкой на голове и знакомится с результатом и процессом дефекации различных животных. Не увидев ничего похожего, он обращается к мухам, которые, попробовав экскременты на голове крота, определяют виновника — собаку мясника. В конце сказки крот мстит собаке соответствующим образом.

## Адаптации
В 2002 году на Эдинбургском фестивале увидела свет театральная постановка про кротёнка. В 2007 году издана «интерактивная» книжка-трансформер о кротёнке. Также по мотивам рассказа снят мультипликационный фильм на немецком языке. Создан диафильм по русскому изданию рассказа «О кроте, который хотел узнать, кто ему накакал на голову» (издательство Scientia). В 2019 году в издательстве Franckh-Kosmos Verlags-GmbH & Co. (Kosmos) вышла настольная игра по мотивам рассказа.